# Bajitzhan Kanapianov
Bajitzhan Kanapianov es un poeta de Kazajistán.

## Biografía
Bajitzhán Musajanovich Kanapiánov nació el 4 de octubre de 1951 en una familia de profesores en la ciudad de Kokshetau. Después de egresar del Instituto Kazajo Politécnico comenzó su actividad laboral en el Instituto de Metalurgia de la Academia de Ciencias de Kazajistán como ingeniero metalúrgico en 1974.
Entre 1975 y 1981 trabajó en el estudio de cine Kazajfilm como guionista películas mientras estudiaba en los cursillos especiales de productores de cine y guionistas (1976-1977) y trabajaba como ayudante de producción en el estudio de cine Mosfilm.
Entre  1981 y 1983 estudió en Moscú en los cursillos especiales literarios de la Asociación de escritores de la URSS en la carrera de literato y traductor. Entre 1984 y 1991 trabajó de redactor en la editorial Zhalyn y de consultor en la Asociación de escritores de Kazajistán. En 1991 creó la editorial Zhibek Zholy.
Fue miembro de la Asociación de escritores de Kazajistán, de la Asociación de cinematografistas de CEI y Baltia, secretario del consejo de la Asociación de cinematografistas de Kazajistán, vicepresidente de la Asociación de editores y distribuidores de libros de Kazajistán y miembro del consejo de editores de la revista Prostor.
Pertenece a una generación de poetas que se formó en Kazajistán en los años setenta del siglo XX. Sus primeras obras poéticas fueron publicadas en la revista “Prostor” en 1975. Sus versos y poemas se publicaron en varios periódicos y revistas: “Literaturnaya gazeta”, “Komsomolskaya pravda”, “Moskovskiy literator”, “Moskovskiy komsomolets”, “Literaturnaya Rossia”, “Druzhba Narodov”, “Yunost ”, “Selskaya molodiozh”, “Zhuldyz”, “Zhalyn”, “Kazak adibietí”, “Kazajstanskaya pravda”, “Arai”, en el anales “Poesía”. Sus versos fueron traducidos al georgiano, kirguizo, tadjico, polaco, fines, alemán, coreano, yakuto; en ukraniano e inglés. Sus libros se editaron en Kiev, Boston, Toronto y Londres.
También se dedicó a traducir poesía. Su verso intelectual mantiene las formas clásicas poéticas (heczametro, soneto) y las arcaicas (conjuro) y fue uno de los primeros en incluir el tema antinuclear . 
Recibió el premio Komsomol de Lenin de Kazajistán de literatura en 1986, el de benemérito funcionario de la cultura de la República Kazajistán en 1998 y el premio Sadvakasov de la Asociación de Periodistas de Kazajistán en 1999.
Autor y productor de unas 20 películas de cine y video, entre ellas “Abai: vida y creación” (1983), “El último otoño de Shakarim” 1992), “Balkhashskaya Saga”, sobre la vida de las etnias represivas, deportadas a Kazajistán, 1990. 
- Datos: Q2640776
- Multimedia: Bakhytzhan Kanapyanov / Q2640776